# Almouchiquois

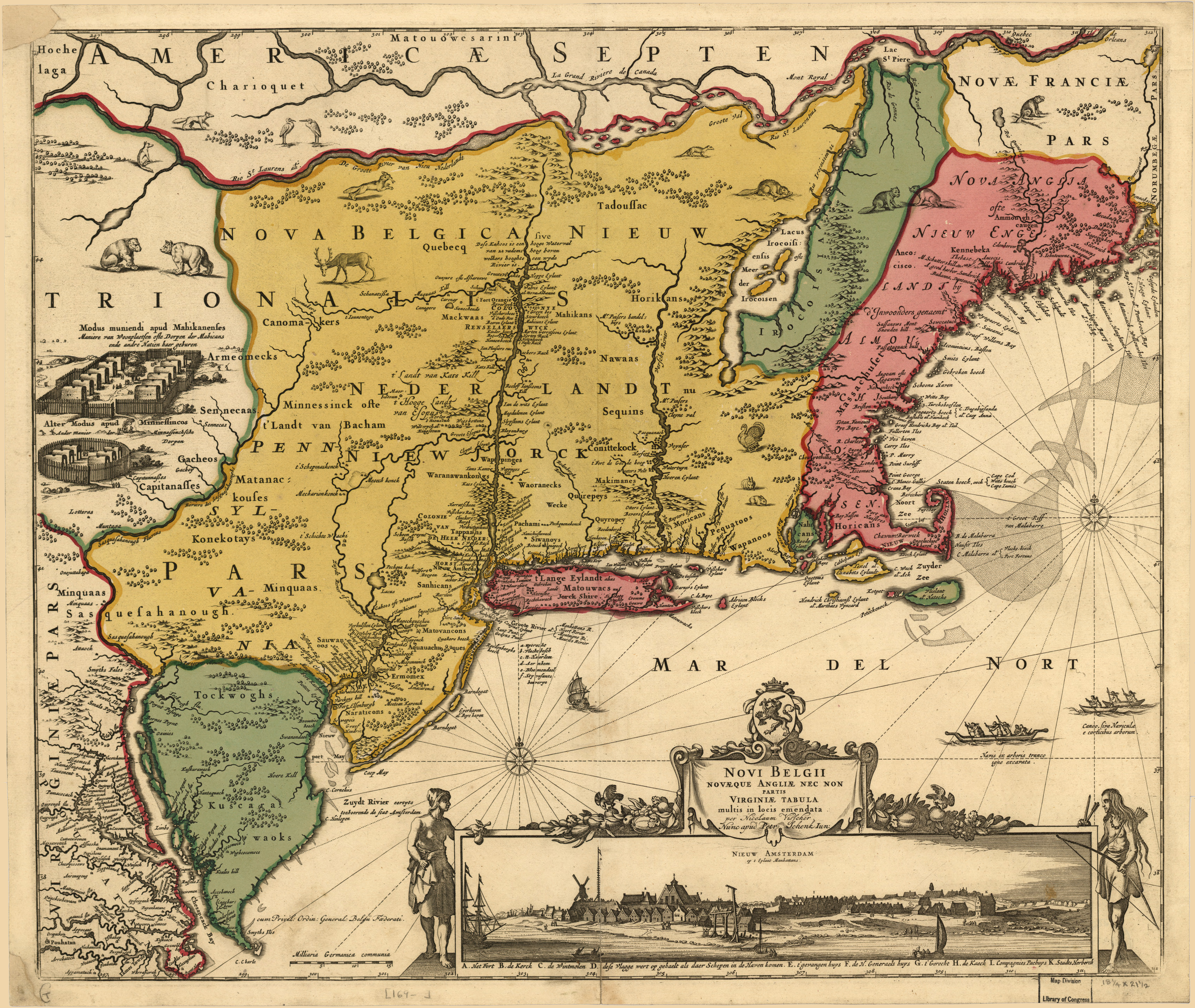
En rouge à l'est sur cette carte hollandaise dressée par Nicolas Visscher en 1656, la « Nouvelle-Angleterre appelée par les indigènes Almouchicosen ».

Les Amérindiens Almouchiquois sont un ensemble de tribus algonquines habitant avant la colonisation le long de la baie du Massachusetts entre les fleuves Pentagouët et Nassau (en) au sud des Souriquois. Leur territoire, appelé Almouchicosen par les colons de Nouvelle-Néerlande, deviendra au XVIIe siècle la Nouvelle-Angleterre.

## Étymologie
Almouchiquois est la transcription française d'un terme autochtone. Il a été donné par les colons de Nouvelle-France aux différents peuples indigènes de la région et apparaît la première fois sous la plume du cartographe Samuel Champlain, qui explore une première fois la région en 1602, puis sous celle du jésuite Pierre Biard, rendant compte en mai 1611 de son arrivée à l'habitation de Port-Royal, en Acadie, deux ans avant de partir fonder la mission de Saint Sauveur, à l'entrée de l'île des Monts Déserts.
Une ressemblance a été relevée, une fois ôté le préfixe al, avec l'algonquin Massachusetts, lequel signifie Haut mont (en), mais comme pour beaucoup de toponymes et ethnonymes de cette région, l'étymologie reste obscure. Vers 1712, un autre missionnaire jésuite, le père Joseph Aubery, trouve une étymologie dans le nom que les Abénaquis donnent à la prairie côtière, Alemousiski, c'est-à-dire terre du petit chien, parce que de petits chiens errants y abondent.
Almouchicosen n'apparaît pas dans les écrits français, qui ne parlent que des Almouchiquois, mais dans la littérature néerlandaise à propos de la Nouvelle-Néerlande, à côté du terme Almouchiquois repris tel quel dans cette langue. Il n'est donc pas la traduction de l'ethnonyme français mais un toponyme distinct, en usage chez les colons néerlandais mais pas chez colons français.
Les Almouchiquois ne sont peut être que l'un des peuples de la région, celui qui habitait le long de la baie de Chouacouët (en), où un de leurs sagemores, Onemechin, a été rencontré par Pierre Dugua de Mons le 9 juillet 1605. Leur nom a pu abusivement être étendu à l'ensemble de leurs voisins reconnaissant l'autorité de leur sagemore suprême, le roi Bessabes, à moins que ce nom ne désignât une confédération comme il en existait entre différentes tribus de la région. Celles-ci obéissaient en effet à un système politique complexe basé sur des réseaux d'alliances organisés par les sagemores et concurrentes aux relations claniques, système qui se traduisait par la reconnaissance d'un roi, appelé Soleil, et par de multiples renversements d'alliances.

## Peuplement indigène
L'Almouchicosen est au centre de la zone de peuplement algonquine orientale (en). Les Almouchiquois habitent entre l'océan et les Iroquois. Parlant une même langue, ou un ensemble de dialectes compréhensibles entre eux, ils se distinguaient par celle-ci des Eteminquois (en), aujourd'hui dispersés entre Passamaquoddys et Malécites, et des Souriquois, qui sont leurs voisins septentrionaux, ainsi que des Lenapes, qui sont leurs voisins méridionaux. Ce sont principalement :
- les Abénaquiois,
- les Caniba
- les Narrantsouac
- les Pentagouets,
- les Pequots,
- les Mohegans,
- les Massachusetts
- les Narragansetts,
- les Pocomtucs,
- les Wampanoags.

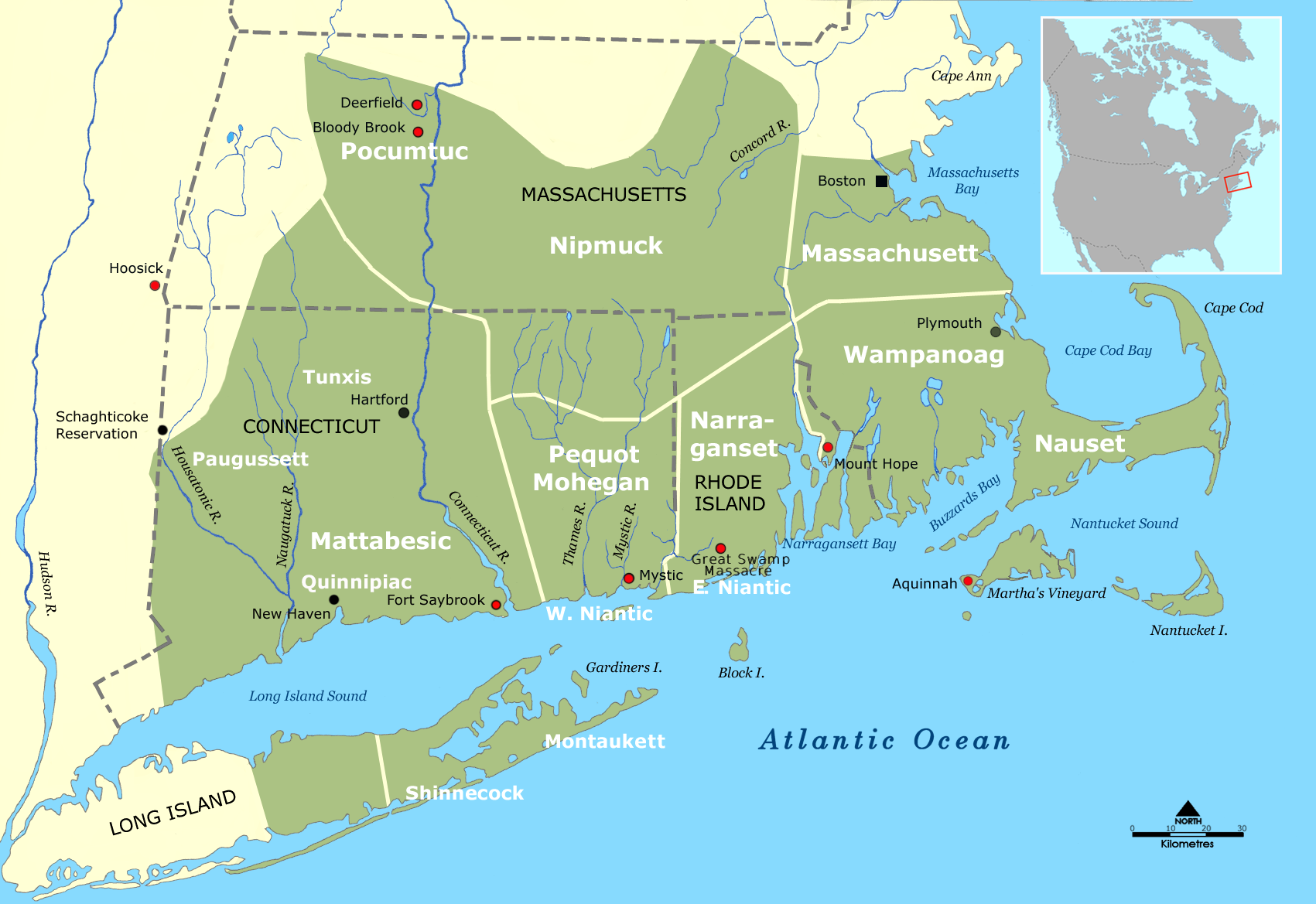
Peuples algonquins du Sud de l'Almouchicosen.
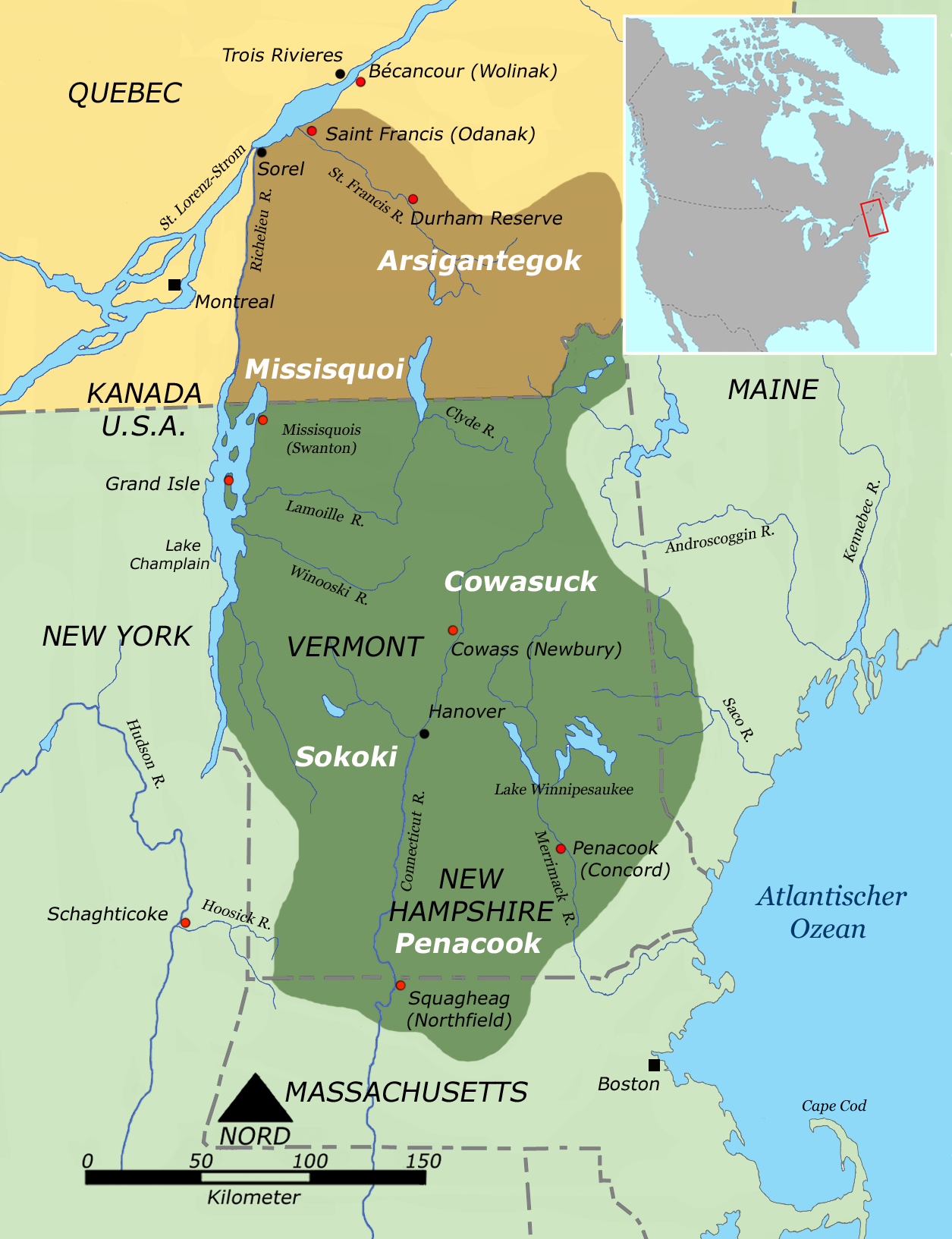
Peuples abénaquis du Nord-Ouest de l'Almouchicosen.
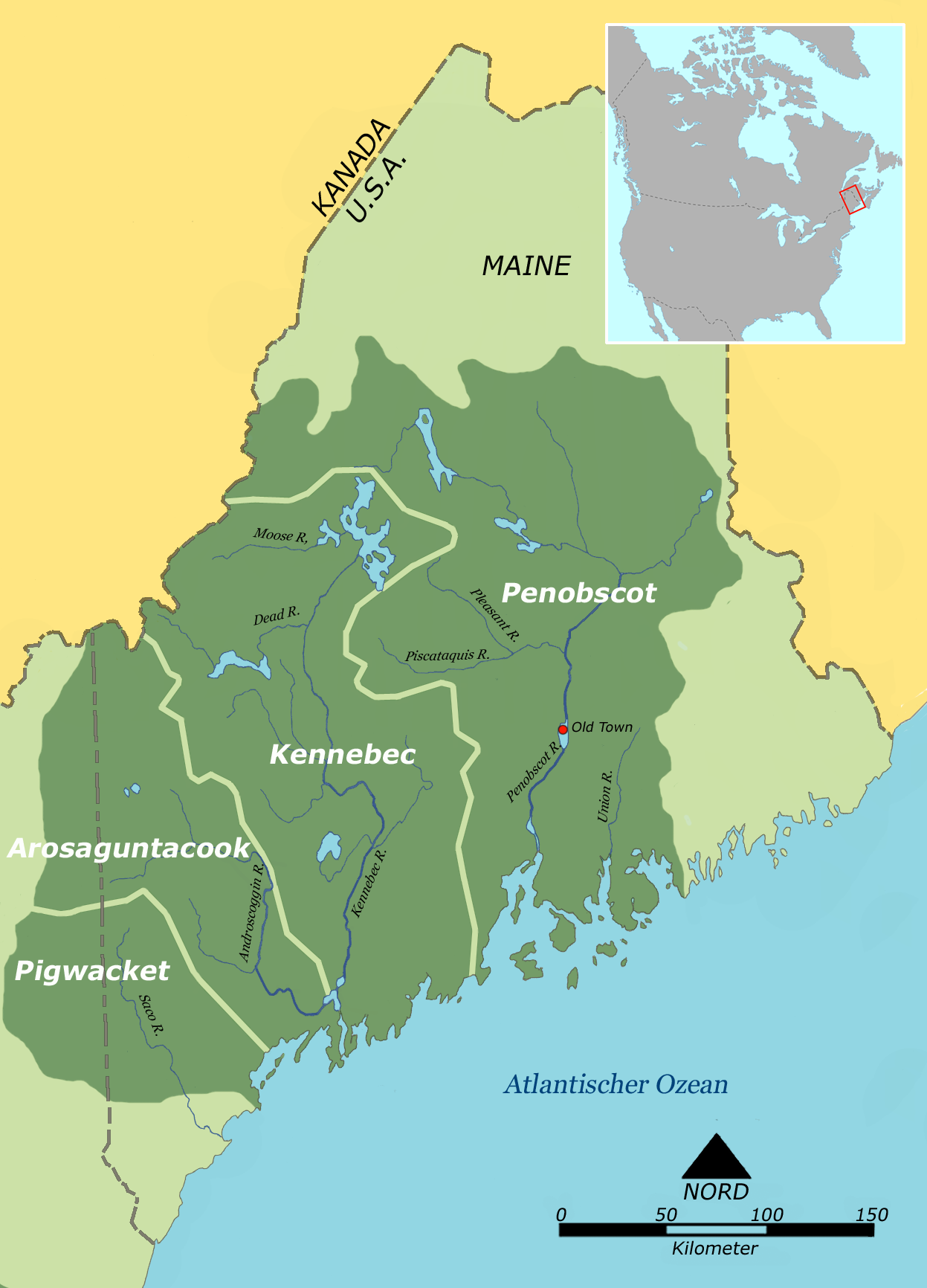
Peuples abénaquis du Nord est de l'Almouchicosen.

Les Almouchiquois ayant été exterminés par la colonisation et les maladies que celle-ci a apportées, les Abénaquis, qui habitent l'intérieur de la région et chez lesquels beaucoup des survivants se sont réfugiés, ont fini au XVIIIe siècle par constituer leur plus importante nation, agrégeant les Caniba, les Narrantsouac, les Pentagouets, les Mohegans et le restant des Pequots. À cette époque, ils ne se distinguent pas, du moins par les mœurs, des Micmacs, lesquels constituent alors pareillement la part survivante des Souriquois.

## Histoire

### Les premiers explorateurs (1524-1525)
À la fin avril 1524, soit vingt-sept ans et onze mois après l'expédition de Jean Cabot vers Terre-Neuve et seize ans après celle de Thomas Aubert, Jean de Verrazane, son frère Gérôme et leur pilote Antoine de Conflans, partis le 24 janvier de Madère sur une caraque de cent tonneaux, La Dauphine, naviguent depuis la Nouvelle-Angoulême et explorent la baie de Narragansett pendant deux semaines. Durant ces deux semaines, des contacts sont noués avec les autochtones. Ceux-ci leur désignent le lieu sous le nom d'Oranbega, qui signifie en algonquin havre et deviendra un toponyme mythique. Les explorateurs, poursuivant leur cabotage, mouillent dans l'estuaire du Pentagouët avant de repartir pour Dieppe en passant par Terre-Neuve, où pêchent depuis le XIVe siècle les Basques, depuis un peu moins d'un siècle Malouins et Roscouins.
Un an plus tard, au printemps 1525, Esteban Gómez et ses vingt neuf hommes, partis le 24 septembre précédent de La Corogne sur une caravelle de cinquante tonneaux baptisée L'Annonciade, font le trajet inverse depuis le port morutier de Niganiche sur l'île du Cap-Breton, où ils sont arrivés directement de Cuba pour hiverner. Ils mouillent eux aussi dans l'estuaire du Pentagouët et cartographient la côte de ce que les Espagnols appellent la Terre des Bretons, avant de rejoindre la Floride. Au cours de ses étapes, l'équipage embarque cinquante indigènes, qui, une fois parvenus en Europe, seront libérés par Charles Quint en personne.

### La conquête maritime anglaise (1558-1601)
L'avènement en 1558 du règne d'Élisabeth inaugure une extension de la guerre de Quatre-Vingts Ans en une guère navale mondiale opposant les puissances catholiques, dont le chef de file est le roi d'Espagne Philippe II, souverain sur une moitié du monde, à une alliance des huguenots de France, fondateurs en 1564 de l'éphémère Fort Caroline, des calvinistes de la République des Pays-Bas et des anglicans d'Angleterre, fondateurs en 1584 de la colonie de Roanoke et de la Virginie. Menée à l'instar des gueux de mer hollandais par des corsaires anglais, les chiens de mer, dont le plus éminent est Francis Drake, elle dégénère en guerre ouverte en 1585, la guerre anglo-espagnole, et culmine par l'envoi en 1588 de l'Invincible Armada espagnole. L'échec de cette tentative d'invasion provoque une chasse systématique aux vaisseaux espagnols, dont environ huit cents sont détruits en quatre ans, et instaure la prééminence de la Navy dans l'Atlantique.
Dès lors le gouvernement anglais, qui donne des lettres patentes à Humphrey Gilbert, encourage la colonisation mais sans succès, en dépit des traductions et compilations publiées par le géographe Richard Hakluyt. Les navires de pêche anglais se contentent d'aborder à l'occasion la côte des Almouchiquois depuis Terre-Neuve, où les flottes basque et bretonne restent très majoritaires. Si en 1593 un Richard Strong, à la recherche d'une Mer des bœufs, fait escale à Arambec, l'Oranbega de Verrazzane, le projet d'y exiler les catholiques anglais récusant n'aboutit pas.

### Expéditions marchandes anglaises (1602-1605)
Après quatre générations de trafiquants de fourrure et de pêcheurs de morue, l'économie et les équilibres politiques locaux ont déjà été profondément remodelées quand en mai 1602, Bartholomée Gosnold et vingt trois autres gentilshommes, dont Bartholomée Gilbert (en), Gabriel Archer et le clerc John Brereton (en), partis de Falmouth le 26 mars avec huit marins sur le trois-mâts barque La Concorde, parviennent pour la première fois en droite ligne depuis les Açores sur la côte du Nouveau monde en un lieu qu'ils baptisent Cape Elizabeth. Le 14 mai, ils trouvent un mouillage en un point qu'ils nomment York Harbor (en). Le 15, ils découvrent encore un peu plus au sud le « cap de la morue ». Ils achètent peaux, fourrures et sassafras aux Massachusetts mais à la mi juin abandonnent le fort, le hangar et les jardins qu'ils ont construits sur l'Île Cuttyhunk pour retourner en Angleterre.
Arrivé en juin 1603 avec deux vaisseaux, Le Bon Train (en) et L'Explorateur, Martin Pring explore pour le compte des armateurs de Bristol la côte almouchiquoise à la recherche de ressources exploitables et d'un site d'implantation. Il repart le 8 août, laissant derrière lui des Wampanoags furieux.
Le 6 mai 1605, George Weymouth, parti de Londres le 5 mars sur L'Archange avec vingt neuf hommes, touche à Nantucket, île des Niantics. Il est accompagné du négociant James Rosier (en), qui était de l'expédition de Bartholomée Gosnold. De là, il établit des contacts avec les Patuxets du continent et s'installe à l'île Georges (en), avant de poursuivre vers le nord. Le 16 mai, il aborde l'île Monhegan puis part cartographier la côte entre l'embouchure du Quennebec et la baie de Pentagouët. Le 30 mai, il mouille à Nuscongus (en). Quand il repart, le 18 juillet, il a à son bord cinq Abénaquis dont il s'est emparé par ruse, sous prétexte d'offrir des pois et du pain, et par violence le 4 juin lors d'une escale à l'embouchure du Pemaquid (en). Ce sont Assacomet (en), un domestique, Dehamda, qui est sagamore, Manida, Skitawarroes et Tisquantum. Les trois derniers sont confiés à Ferdinando Gorges, futur colon qui fondera en 1629 le Nouveau Somerset.

### Reconnaissances françaises (1605-1606)
Du côté français, l'exploration officielle reprend sans tarder sous la direction de Pierre Dugua à partir de la station de Sainte Croix nouvellement établie chez les Eteminquois. Les Français y sont accueillis depuis treize mois avec un des sagemores des Souriquois, Panounias, dont une des femmes est almouchiquoise, quand le 18 juin 1605 Pierre Dugua embarque avec le jeune cartographe Samuel Champlain et vingt matelots à la rencontre de la nation de cette épouse. Après une étape au port des Nauset (en), où un des matelots de Dugua est tué, l'expédition se rend à l'estuaire du Chouacouët (en). Elle y est reçue le 9 juillet par le sagemore Onemechin et deux semaines plus tard repart pour sa base de Sainte-Croix découvrant au passage l'île des Monts Déserts, où est établi le relai de Saint-Sauveur.
En septembre de l'année suivante, c'est Jean de Poutrincourt qu'accompagne Samuel Champlain dans une seconde exploration mais cette fois ci au départ de l'habitation de Port-Royal, établie par François Gravé en août 1605 sur l'autre rive de la baie française auprès de Membertou, beau père de Panounias, après que l'hiver de Sainte Croix et le scorbut ont tué trente six des quatre vingt pionniers. Les explorateurs repère un mouillage favorable près du village d’Accomack qu'ils baptisent Port Louis. Tout le cours inférieur du Pentagouët est remonté sur vingt cinq lieues. Leur retour de chez les Almouchiquois est célébré en novembre devant les membres de l'Ordre du Bon-Temps, dont l'apothicaire Louis Hébert, par une pièce de théâtre musicale écrite pour la circonstance par Marc Lescarbot, Le Théâtre de Neptune.

### Échec de la première colonie (1607-1608)
La colonisation commence les 13 et 14 août 1607 avec l'arrivée au site qui sera appelé Popham de cent vingt colons partis de Plymouth le 31 mai précédent sur deux navires affrétés par la Compagnie de Plymouth (en) et commandés par George Popham, Le Don de Dieu et Le Marie et Jean (en), le second ayant un jour de retard.
C'est dans ce contexte qu'à trente six milles plus au sud, sur les rives de la baie de Chouacouët (en), Panounias, ami de Dugua et des Français, est assassiné par les Almouchiquois au cours d'une vendetta. La nouvelle est portée par le sagemore des Eteminquois Ouagimou à Port Royal où les Français hébergent le grand sagemore des Eteminquois Secoudon. Membertou, tyran redouté, organise une expédition punitive réunissant Souriquois et Eteminquois (en) au cours de laquelle Onemechin et Bessabes, sagemore suprême des Almouchiquois, sont tués.
L'entreprise de Popham est un échec qui se termine à l'été 1608 dans les maladies et les divisions par l'abandon de Fort Saint Georges (en), sa chapelle, son amirauté, son hangar, sa caserne, son atelier, ses treize habitations. Les quarante cinq survivants sont évacués sur Le Marie et Jean (en) et Le Virginie, premier hauturier dont la construction sur le rivage du Nouveau monde soit documentée.

### Trafiquants d'esclaves et pirates (1609-1613)
En 1611, le capitaine Edward Harlow rafle sur toute la côte almouchiquoise vingt-neuf autochtones destinés à être vendus sur le marché aux esclaves en Espagne. Parmi les victimes figurent Caunecum (en) et Épenou (en).
Pour ne pas laisser le champ libre aux Français à la suite de l'affaire de Popham, le capitaine Samuel Argall reçoit l'ordre de chasser ceux-ci du pays almouchiquois. Parti de Jamestown, colonie fondée trois mois avant l'éphémère Fort Saint Georges dans ce qui est désormais appelé la Virginie, il conduit en 1613 deux raids sur la mission de Saint Sauveur que le gouverneur Jean de Poutrincourt, revenu à Paris, a accepté, en échange du soutien financier de la Compagnie de Jésus, de confier aux pères Énemond Massé et Pierre Biard et que son fils, le vice-amiral des mers de la Nouvelle-France Charles de Biencourt, resté sur place, vient d'ouvrir sur l'île en mai de cette année. Au cours du second raid, Argall fait quatorze prisonniers, qui échapperont de peu à la pendaison mais seront bien traités, puis poursuit jusqu'à Sainte-Croix, dont il brûle ce qui reste des bâtiments, et saccage Port-Royal.

### Invention de la Nouvelle-Angleterre (1614-1619)

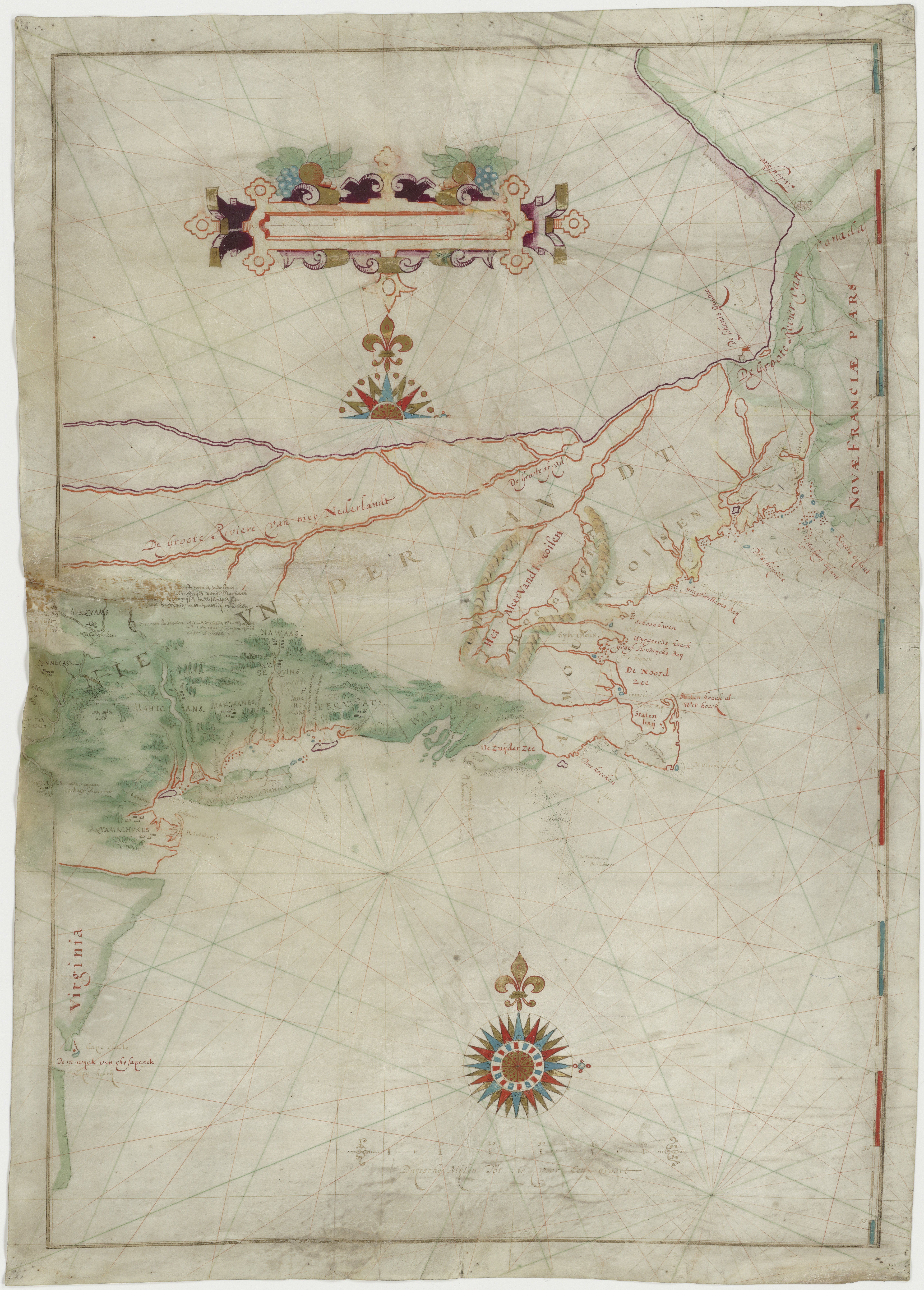
Carte dressée en 1614 par Adriaen Block. L'« Almouchicoisen » est situé au sud de l'Iroiquoisie et du Saint-Laurent, précisément entre les fleuves Nassau et Quennebec.

Au printemps 1614, Adriaen Block, prospectant à la tête d'une flottille ce qui s'appellera désormais la Nouvelle-Néerlande dans le but d'obtenir à concession un monopole, pousse son navire, Le Sans Repos (nl), jusqu'à la baie de Narragansett et le 1er octobre laisse derrière lui le cap de la morue pour rejoindre Amsterdam à bord du Fortune.
C'est là, au lieu-dit Noepe, que s'est déroulée quelques semaines plus tôt la spectaculaire évasion d'Épenou (en) que George Weymouth, abusé par des promesses d'or, a renvoyé dans son pays pour servir de guide au capitaine Nicholas Hobson. Simultanément, John Smith, mandaté par le prince héritier Charles Stuart, mène plus au nord une mission d'exploration.
Smith revient l'année suivante à la tête d'une flottille de six vaisseaux dans le but de doubler la colonie de Jamestown mais il est chassé par la flotte française. Entretemps, un de ses capitaines, Thomas Hunt, s'est emparé de quatorze Patuxets et Nauset (en) pour les vendre comme esclaves, aliénant durablement la sympathie des autochtones.
Le récit de l'expédition, Une Description de la Nouvelle Angleterre (en), paraît en 1616 et popularise le nom de Nouvelle-Angleterre auprès des candidats séduits par l'aventure.
Quand en mai 1619 Thomas Dermer (en), un trafiquant de Terre-Neuve, visite les Almouchiquois à la recherche d'or, il découvre un pays hostile dépeuplé par les épidémies. S'il réussit, grâce à l'aide de Tisquantum, qu'il a embarqué avec lui, à faire libérer par Ousamequin et le frère de celui-ci, Quadequina, un Français capturé en 1616 lors d'un naufrage, et s'il est bien reçu par un Épenou (en) soucieux de montrer l'échec de l'entreprise d'esclavage dont celui-ci a été l'objet, il n'échappe lui-même à la captivité qu'en se saisissant d'otages.

### Colonisation (1620-1638)
Les premières colonies qui perdureront sont :
- Wells, fondée avant 1622 par Edmund Littlefield,
- la colonie de Plymouth fondée en 1622 par les passagers partis de Leyde et débarqués le 21 novembre 1620 du Fleur de Mai au port de Michonne (en), village des Nauset (en), et par les renforts venus les rejoindre,
- le comptoir colonial de Nantasket, aujourd'hui dans la ville de Hull, établi en 1622,
- la colonie de l'Essex, renommée cap Ann en 1634, fondée en 1623 par la Compagnie de Dorchester que dirige Thomas Gardner (en), une société de pêche agréée par le Conseil de Plymouth pour la Nouvelle-Angleterre (en), lequel a succédé à la Compagnie de Plymouth (en) après sa faillite dans l'aventure de Popham,
- Cochecho, renommé Dover, fondé en 1623 par William et Edward Hilton,
- Naumkeag, renommée Salem en 1629 par John Endecott, fondée en 1625 par Roger Conant au nom de la Compagnie de Dorchester et reprise cette même année 1629 par La Compagnie de Nouvelle-Angleterre pour une plantation dans la baie du Massachusetts,
- Les Bancs de fraises (en), plantation fondée en 1630 par Walter Neale (en),
- Pointe des Roches, aujourd'hui Stratham, fondé en 1630,
- la Plantation de la Rivière aux huitres, renommée Durham en 1738 et fondée en 1635 par Thomas Wiggin (en), ex intendant des frères Hilton,
- les Plantations de Providence (en) fondées en 1636,
- Exeter, fondé en 1638 par John Wheelwright (en).

Le rapport démographique devient défavorable aux Almouchiquois quand en Angleterre l'opposition des Puritains, un mouvement d'inspiration presbytérienne opposé à la politique anglicane du roi Charles Stuart, qui maintient le système épiscopal et sera décapité en 1649, provoque la Grande migration (en). Entre 1629 et 1640, environ soixante mil personnes émigrent vers les Pays-Bas, l'Ulster ou la Barbade, et vingt mil vers la Nouvelle-Angleterre.

## États correspondants
Les États qui sont issus de ces colonies s'appellent aujourd'hui
- le Maine
- le New Hampshire
- le Vermont
- le Massachusetts
- l'État de l'Île de Rhode et des Plantations de Providence.